# 7 x 7
7 x 7 es el séptimo álbum de David Lebón, lanzado en 1986 por CBS. El disco combina el pop rock de su época con toques hard rock, y las baladas típicas de David. 
7 x 7 fue grabado por Lebón (voz y guitarra) con Daniel Colombres (batería y percusión), Daniel Castro (bajo y sintetizadores bajo) y Luis Gurevich (piano y teclados). Entre los invitados se destaca Hilda Lizarazu en coros. Fue producido por el bajista de Los Abuelos de la Nada, Cachorro López.
El álbum está plagado de agradecimientos, que llegan hasta “a (Carlos) Bilardo y los chicos, por contribuir a la felicidad de este disco”. 7 x 7 fue grabado mientras se disputaba el Mundial de Fútbol de México 1986, en el que la Selección Argentina, comandada por Diego Armando Maradona, levantaría la Copa.
Entre los temas de la placa resaltan el hit “Puedo sentirlo”, “Todo está caliente”, “No puedo frenar”, “Pensando un perfume”, “Mi cara en la arena” y una poderosa versión de “Suéltate rock and roll” (de su antiguo grupo Polifemo).

## Lista de temas
Lado A
1. Puedo sentirlo
2. Todo está caliente
3. Mi cara en la arena
4. No puedo frenar

Lado B
1. Te quiero dar mi amor
2. Suéltate Rock and Roll
3. Reflejo de armadura
4. Pensando un perfume